# Шао Цзунці
Шао Цзунці (кит. трад. 邵宗其, спр. 邵宗其, піньїнь Shao Zongqi) (16 лютого 1976, село Цзинкоу) — китайський масовий убивця. Через подружні ревнощі 30 січня 2014 року розстріляв двох коханців своєї дружини та їхні сім'ї. Злочин дуже нетиповий для Китаю — країни, де вогнепальна зброя заборонена і де за її нелегальне зберігання загрожує тривале ув'язнення або смертна кара.

## Масове вбивство
30 січня 2014 р. поліція села Цзинкоу була буквально шокована: невідомий застрелив одразу дві сім'ї. Шестеро людей загинули, трьох було серйозно поранено. Спершу поліція не мала ніяких версій стосовно мотивів злочину та особи підозрюваного, проте невдовзі слідчим вдалося з'ясувати, що головами вбитих сімей були коханцями однієї одруженої жінки. Після цього слідчі вийшли на її чоловіка, Шао Цзунці. Він намагався втекти, але 2 лютого був схоплений близько 17:10. При арешті в нього було конфісковано гвинтівку та 40 патронів.

## Розслідування
Убивця зізнався, що придбав зброю та боєприпаси за кордоном, як тільки дізнався про коханців дружини. Та, у свою чергу, знала про плани чоловіка, але нікому про це не сказала. У серпні 2014 Шао Цзунці було винесено смертний вирок, але на даний момент вирок не виконано.